# 查干诺尔 (赛汉塔拉苏木)
查干诺尔是位于中国内蒙古自治区呼伦贝尔市新巴尔虎右旗赛汉塔拉苏木东部的一个湖泊。其位置约在东经116°28′，北纬48°05′。湖面海拔508米，面积达10.7平方公里。该湖的主要沉积物为石盐。查干诺尔在蒙古语中的意思是白湖。